# 1979 en science
| Années de la science : 1976 - 1977 - 1978 - 1979 - 1980 - 1981 - 1982    |
| Décennies de la science : 1940 - 1950 - 1960 - 1970 - 1980 - 1990 - 2000 |

Cet article présente les faits marquants de l'année 1979 en science.

## Évènements
- 12-23 février : la Première Conférence mondiale sur le climat se tient à Genève en Suisse à l’initiative du Programme des Nations unies pour l'environnement et de l'Organisation météorologique mondiale[1].
- Février : le mathématicien russe Leonid Khatchian développe la méthode de l'ellipsoïde dans une note de quatre pages des Soviet Mathematics Doklady[2].

- 21 avril : découverte des fumeurs noirs lors d'une plongée du submersible Alvin au fond des mers[3].

- 20 novembre : la première transfusion utilisant du sang synthétique est testé avec succès sur un témoin de Jéhova à l'Hôpital de l'Université du Minnesota à Minneapolis[4].

### Sciences physiques

Jupiter vue par Voyager 1.

- 5 mars : la sonde américaine Voyager 1 approche Jupiter à son maximum[5]. Elle permet dès le 4 mars la découverte des trois anneaux de Jupiter, le halo, l'anneau principal et l'anneau gossamer[6]. Stephen P. Synnott découvre Métis (4 mars) et Thébé (5 mars), deux satellites naturels de Jupiter sur des images prises par la sonde[7].

- 28 mars : accident nucléaire de Three Mile Island aux États-Unis[8].

- 14 mai : Yvonne Choquet-Bruhat est la première femme élue à l’Académie des sciences en France, en section sciences mécaniques[9].

- 2 avril : accord entre le CNRS (France) et le MPG (Max Planck Gesellschaft, Allemagne) pour la création de l'Institut de radioastronomie millimétrique[10].

- 9 juillet : la sonde américaine Voyager 2 approche Jupiter à son maximum[5]. David Jewitt et G. Edward Danielson découvrent Adrastée le 8 juillet, un satellite de Jupiter sur des images prises par la sonde[7].
- 12 juillet : la station spatiale américaine Skylab tombe dans l'Océan Indien[11].

- 1er septembre : le vaisseau spatial Pioneer 11 devient le premier engin spatial à visiter Saturne[5].

- 10 novembre : à l'occasion du centenaire de la naissance d'Albert Einstein, Jean-Paul II exprime lors d'un discours devant l'Académie pontificale des sciences le désir « que des théologiens, des savants et des historiens, animés par un esprit de sincère collaboration, approfondissent l'examen du cas cas Galilée »[12].

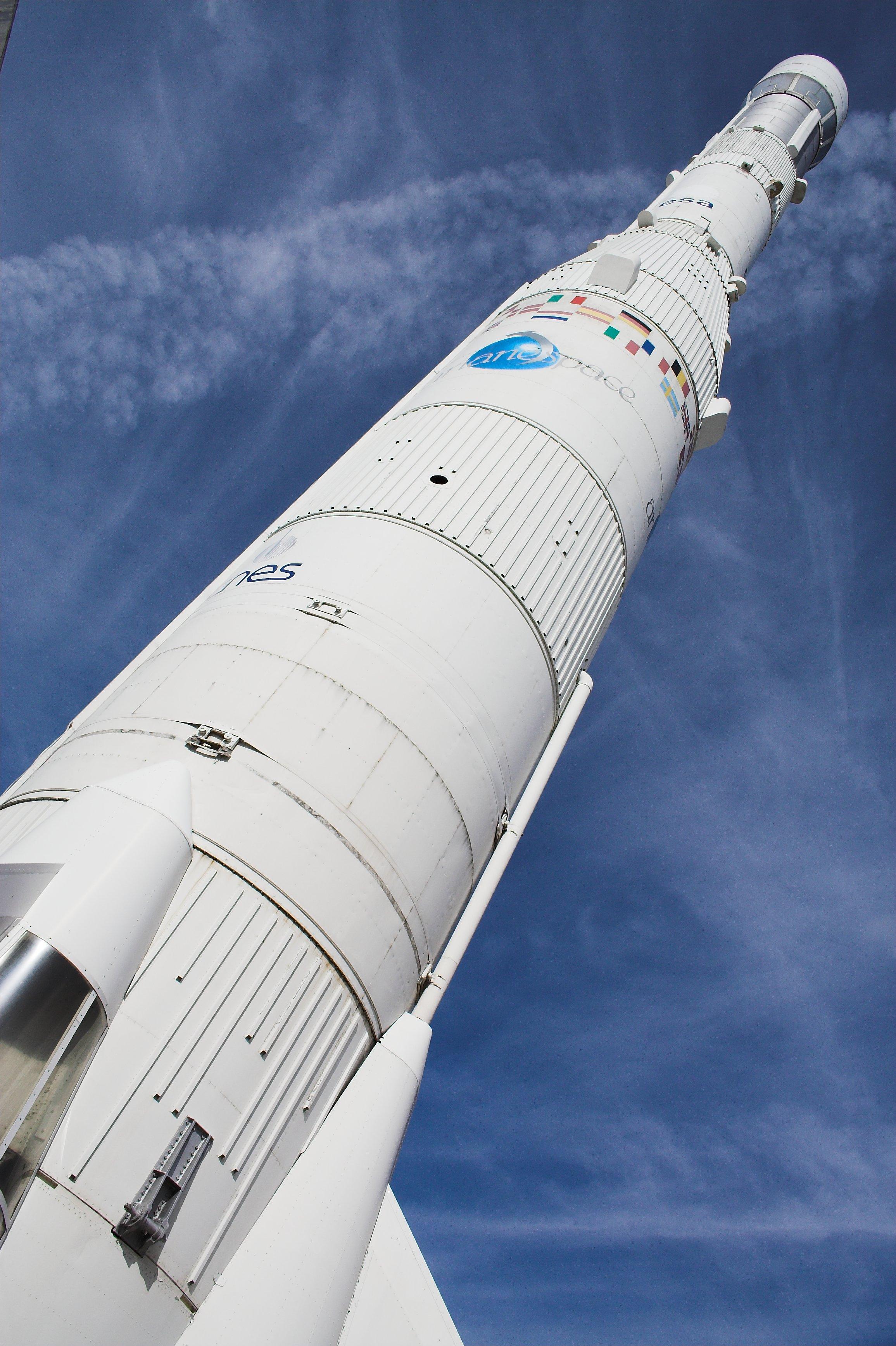
maquette d'Ariane 1 au Bourget

- 24 décembre : premier tir réussi de la fusée européenne Ariane 1, à Kourou, Guyane française[13].

### Technologie
- 8 mars : le disque compact est présenté par la société Philips lors d'une conférence de presse à Eindhoven. Elle passe un accord avec Sony pour standardiser le système et le commercialiser à partir de 1982[14].
- 4 juin : lancement du premier tableur lors de la Joint Computer Conference (en) à New York, le VisiCalc pour Apple II, commercialisé en octobre[15].
- Juin : sortie de la première édition du traitement de texte WordStar[16].

- 1er juillet : le premier Walkman de Sony, le TPS-L2, est commercialisé au Japon[17].

- Des étudiants des universités de Caroline du Nord mettent au point Usenet, un système en réseau de forum de discussion[18].

## Publications
- Henri Atlan : Entre le cristal et la fumée, Seuil, Paris, 1979
- rapport Charney, consacré à l'impact des émissions de dioxyde de carbone (CO2) sur le climat et concluant à un futur réchauffement climatique.

## Prix
- Prix Nobel

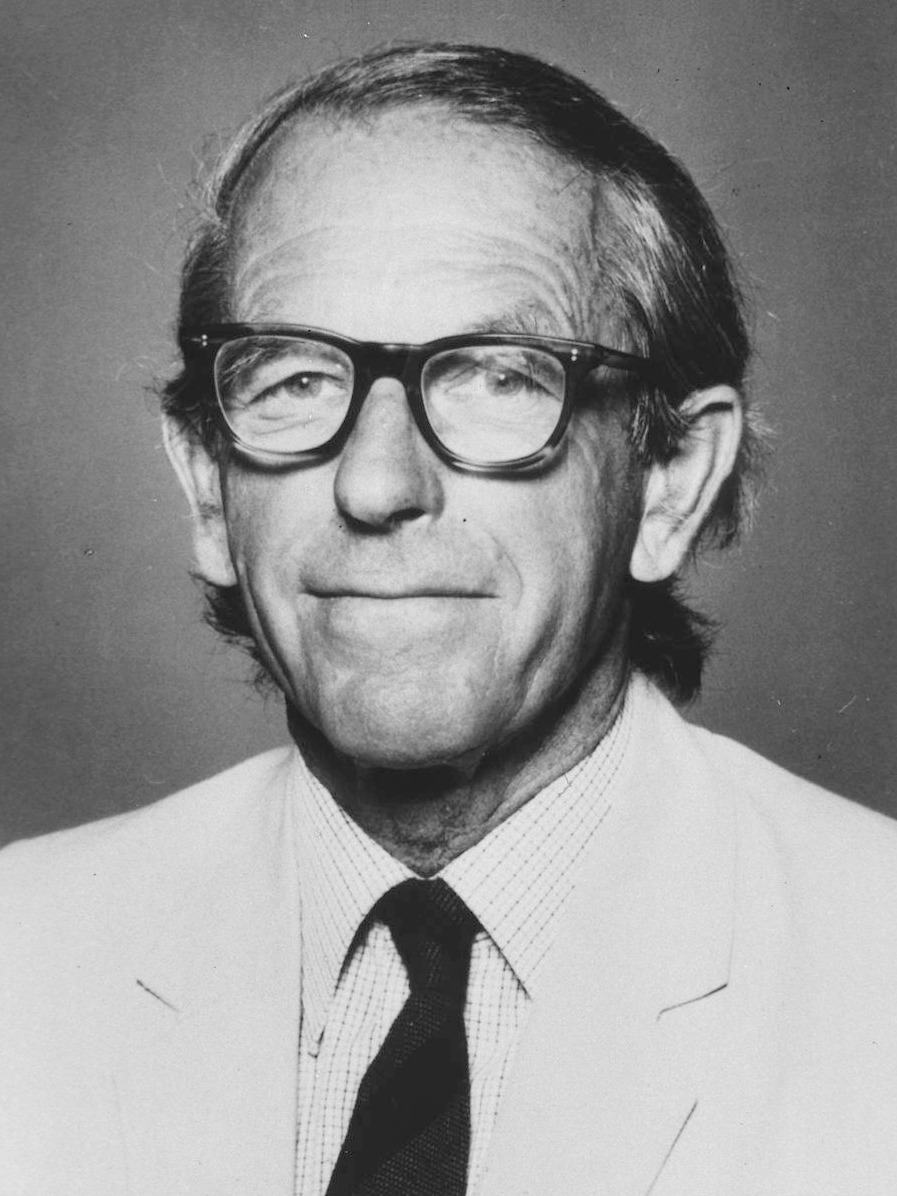
Frederick Sanger

  - Physique : Sheldon Lee Glashow, Abdus Salam, Steven Weinberg
  - Chimie : Herbert C. Brown, Georg Wittig
  - Physiologie ou médecine : Allan McLeod Cormack, Godfrey Newbold Hounsfield

- Prix Lasker
  - Prix Albert-Lasker pour la recherche médicale fondamentale : Walter Gilbert, Frederick Sanger, Roger Wolcott Sperry
  - Prix Albert-Lasker pour la recherche médicale clinique : non attribué

- Médailles de la Royal Society
  - Médaille Copley : Max Perutz
  - Médaille Davy : Joseph Chatt
  - Médaille Hughes : Robert Williams
  - Médaille royale : Vernon Ellis Cosslett, Hans Walter Kosterlitz, Frederick Charles Frank
  - Médaille Sylvester : Graham Higman

- Médailles de la Geological Society of London
  - Médaille Lyell : Derek Victor Ager (d)
  - Médaille Murchison : Wallace Spencer Pitcher
  - Médaille Wollaston : Hatton Schuyler Yoder (en)

- Prix Jules-Janssen (astronomie) : Jean Kovalevsky
- Prix Turing (informatique) : Kenneth E. Iverson
- Médaille Bruce (Astronomie) : William Fowler
- Médaille Linnéenne : Robert McNeill Alexander (en) et Paul Westmacott Richards
- Médaille d'or du CNRS : Pierre Chambon

## Naissances
- 9 février : Mario Jurić, astronome croate.
- 11 février : Harald Welte, informaticien allemand.

- 16 mars : Stefano Zacchiroli, chercheur et informaticien italien.

- 6 juin : Miranda Cheng, mathématicienne et physicienne néerlandaise d'origine taïwanaise.
- 19 août : Luis von Ahn, informaticien guatémaltèque.
- 14 octobre : Hadley Wickham, statisticien néo-zélandais.
- 15 octobre : David Heinemeier Hansson, programmeur danois.
- 21 décembre : Elisabet Canalias, mathématicienne et ingénieure aérospatiale espagnole.

- Gerard Beekmans, informaticien néerlandais.
- Ceridwen Fraser, bio-géographe australienne.
- Pablo Soto, informaticien espagnol.
- Amber Straughn, astrophysicienne américaine.

## Décès
- 15 janvier : Yang Zhongjian (né en 1897), paléontologue chinois.
- 16 janvier : André Couder (né en 1897), ingénieur-opticien et astronome français.
- 20 janvier : Robert Wauchope (né en 1909), archéologue et anthropologue américain.
- 24 janvier :Raissa Calza (née en 1897), archéologue et historienne italienne d'origine ukrainienne.

- 9 février : Dennis Gabor (né en 1900), physicien hongrois, prix Nobel de physique en 1971.

- 7 mars : Carlo Cattaneo (né en 1911), mathématicien et physicien italien.
- 19 mars : Ida Rolf (né en 1896), biochimiste américaine.
- 21 mars : Nezih Fıratlı (né en 1922), archéologue turc.

- 2 mai : Giulio Natta (né en 1903), chimiste italien, prix Nobel de chimie en 1963.
- 3 mai : Marcel Florkin (né en 1900), biochimiste belge.
- 4 mai : Leif Erland Andersson (né en 1944), astronome suédois.
- 6 mai : Karl Wilhelm Reinmuth (né en 1892), astronome allemand.

- 30 juin : Carl Leavitt Hubbs (né en 1894), ichtyologiste américain.

- 2 juillet : Carlyle Smith Beals (né en 1899), astronome canadien.
- 8 juillet :
  - Sin-Itiro Tomonaga (né en 1906), physicien japonais, prix Nobel de physique en 1965.
  - Robert Burns Woodward (né en 1917), chimiste américain, prix Nobel de chimie en 1965.
- 16 juillet : Léo Marion (né en 1899), chimiste et professeur canadien.
- 30 juillet : Lew Kowarski (né en 1907), physicien russe naturalisé français.

- 1er août : Marie Bloch (née en 1902), astronome française, prix Lalande en 1960.
- 6 août : Feodor Lynen (né en 1911), biochimiste allemand, prix Nobel de physiologie ou médecine en 1964.
- 10 août : Walther Gerlach (né en 1889), physicien allemand.
- 12 août : Ernst Boris Chain (né en 1906), biochimiste allemand naturalisé britannique, prix Nobel de physiologie ou médecine en 1945.

- 5 septembre : Roman Ghirshman (né en 1895), archéologue, explorateur et historien français d'origine ukrainienne.
- 17 septembre : Roger Heim (né en 1900), mycologue français.
- 22 septembre : Otto Frisch (né en 1904), physicien austro-britannique.

- 6 octobre :Anastassios Orlandos (né en 1887), archéologue grec.
- 11 octobre :
  - Andreï Markov (né en 1903), mathématicien, physicien et chimiste russe.
- 12 octobre : Waloddi Weibull (né en 1887), ingénieur et mathématicien suédois.

- 25 novembre : Reo Fortune (né en 1903), anthropologue et mathématicien néo-zélandais.

- 7 décembre : Cecilia Payne-Gaposchkin (née en 1900), astronome anglo-américaine.